# Krasnozavodsk
Kraznozavodsk (ru. Краснозаво́дск) este un oraș din Regiunea Moscova, Federația Rusă și are o populație de 13.549 locuitori.